# David Plaza
David Plaza Romero (Madrid, 3 juli 1970) is een voormalig Spaans wielrenner.

## Belangrijkste overwinningen
1991
- Eindklassement Ronde van Madrid
- Ploegentijdrit op de Middellandse Zeespelen

1994
- Eindklassement Ronde van Madrid

1999
- Eindklassement Ronde van Portugal

2000
- 6e etappe Ronde van Duitsland
- Eindklassement Ronde van Duitsland

2001
- 4e etappe Ronde van Romandië
- Eindklassement Ronde van Chili

## Resultaten in voornaamste wedstrijden
| Jaar | Ronde van Italië | Ronde van Frankrijk | Ronde van Spanje |
| ---- | ---------------- | ------------------- | ---------------- |
| 1995 |                  |                     | 16e              |
| 1996 | opgave           |                     | 66e              |
| 1997 |                  |                     | 36e              |
| 1998 |                  |                     | 17e              |
| 1999 |                  |                     | opgave           |
| 2000 |                  | opgave              |                  |
| 2001 |                  |                     | 6e               |
| 2002 |                  |                     | 14e              |
| 2003 |                  | 22e                 | opgave           |
| 2004 |                  |                     | 18e              |

Wielerploegen van David Plaza
Bagot ·
Cepele ·
Finco ·
Goubert ·
Henry ·
Hervé ·
Hodge ·
Koerts ·
Leblanc  ·
Lezaun ·
Lino ·
Maier (tot 30/06) ·
Pérez ·
Piñero ·
Plaza ·
van Poppel ·
Teyssier · 
Torres · 
Vermote ·
Virenque ·
Laukka (stagiair) ·

Mancebo (stagiair) ·
Martin (stagiair) 
Arenas ·
Boscardin ·
Brochard ·
Chiotti ·
Dufaux ·
Goubert ·
Halgand ·
Henry ·
Hervé ·
Hodge ·
Jeker ·
Laukka ·
Martin ·
Michaelsen ·
Moreau ·
Plaza ·
Robin ·
Tebaldi ·
Teyssier · 
Torres · 
Virenque ·
Gougot (stagiair) ·
Vifian (stagiair) 
Arenas ·
Bassons ·
Boscardin ·
Brochard ·
Chiotti ·
Dufaux ·
García ·
Goubert ·
Halgand ·
Hernández ·
Hervé ·
Hodge ·
Jeker ·
Laukka ·
Lebreton ·
Magnien ·
Martin ·
Michaelsen ·
Moreau ·
Plaza ·
Robin ·
Tebaldi ·
Virenque ·
Barbier (stagiair) ·
Vifian (stagiair) 
Andreu · 
Armstrong · 
Capelle · 
Desbiens · 
Fondriest · 
Gaumont · 
Goubert · 
Jalabert · 
Julich · 
Livingston · 
Martin · 
Millar · 
Moncoutié · 
Moreau · 
Plaza · 
Rinero · 
Rominger · 
Saugrain · 
Thibout · 
Tournant · 
Van De Laer · 
Gwiazdowski (stagiair) · 
Plouhinec (stagiair) · 
Poos (stagiair) 
Bertolini · 
Capelle · 
Casagrande · 
Delbove · 
Desbiens · 
Fondriest · 
Gané · 
Gaumont · 
Goubert · 
Gwiazdowski · 
Jalabert · 
Julich · 
Lelli · 
Le Quellec · 
Livingston · 
Martin · 
Meier · 
Millar · 
Moncoutié · 
Moreau ·
Plaza · 
Plouhinec · 
Rinero · 
Saugrain · 
Thibout · 
Tournant · 
Loder (stagiair) · 
Tombak (stagiair) 
Asmaker ·
Augé ·
Beloki ·
Brard ·
Á. Casero ·
R. Casero ·
Clinger ·
Di Grande ·
Flickinger ·
García ·
Hall (tot 30/06) ·
Henrix ·
Hernández ·
Huser ·
Jeker ·
Klinger ·
Korff ·
Lino ·
Madouas ·
Moreau ·
Plaza ·
Reynaud ·
Sainz ·
Sastre ·
Wüst ·
Lara (stagiair) 
Augé ·
Brard ·
Á. Casero ·
R. Casero ·
Chanteur ·
Clinger ·
Da Cruz ·
Flickinger ·
García ·
Hernández ·
Klinger ·
Korff ·
Lino ·
Madouas ·
Moreau ·
Pérez ·
Plaza ·
Prétot ·
Radochla ·
Rebollo ·
Reynaud ·
Sastre ·
Teutenberg ·
Vicario ·
Wüst (tot 30/06) ·
Schleck (stagiair) 
Adamsson ·
Aebersold ·
Becke ·
Beltrán ·
Casero ·
Christensen ·
Escartín ·
Garmendia ·
Gianetti ·
Guidi ·
Henrix ·
Hernández ·
Høj ·
Huser ·
Korff ·
Lara ·
Michaelsen ·
Pérez · 
Plaza ·
Radochla ·
Rund ·
Schweda ·
Sjantir ·
Urban ·
von Kleinsorgen ·
Wilhelms ·
Zülle
Adamsson ·
Aebersold (tot 15/05) ·
Becke ·
Beltrán (tot 15/05) ·
Casero ·
Christensen (tot 15/05) ·
García ·
Garmendia ·
Guidi ·
Hernández ·
Korff ·
Lara ·
Liese ·
Pérez (tot 31/03) ·
Plaza ·
Radochla ·
Rund ·
Schweda ·
Steinhauser ·
Teutenberg ·
Ullrich  ·
Urban ·
von Kleinsorgen ·
Wilhelms ·
Zülle (tot 31/03)
Adamsson ·
Arreitunandia ·
Astarloa ·
Beuchat ·
Cárdenas ·
Carrara ·
Cavallari ·
Celli ·
Cheula ·
Cox ·
Degano ·
George ·
Green ·
A. Jefimkin ·
V. Jefimkin ·
Jørgensen ·
Kannemeyer ·
Lill ·
Longo Borghini ·
Maartens ·
Plaza ·
Salomone ·
Serri ·
Southam ·
Sullivan ·
Tomi